# Christopher Greenup
Christopher Greenup (1750 — 27 de abril de 1818) foi um político dos Estados Unidos que serviu como representante e o terceiro governador de Kentucky. Pouco se sabe sobre sua vida, os primeiros registros confiáveis sobre ele são documentos narrando seu serviço na guerra da independência, onde ele serviu como tenente no Exército Continental e um coronel da milícia da Virgínia.
Após o seu serviço na guerra, Greenup ajudou resolver as regiões trans-Appalachian (Apalaches) da Virgínia. Ele se envolveu na política e desempenhou um papel ativo em três das dez convenções de um Estado que garantiu a separação de Kentucky da Virgínia em 1792. Ele se tornou um dos primeiros representantes do Estado e serviu na assembleia geral de Kentucky antes de ser eleito governador em um pleito onde, devido à sua imensa popularidade, concorreu sem oposição.
O mandato do Greenup foi marcado por acusações de que ele havia participado na conspiração Burr para alinhar o Kentucky com a Espanha antes da separação da Virgínia, mas ele vigorosamente e com êxito refutou essas acusações. Após seu mandato como governador, tornou-se menos ativo na política. Ele faleceu em 27 de abril de 1818. O Condado de Greenup e a sede do Condado foram nomeados em sua homenagem.

## Início da vida na Virgínia
Christopher Greenup provavelmente nasceu no Condado de Fairfax, Virgínia por volta de 1750.[a] Seus pais eram John e Elizabeth (Witten) Greenup. Sua educação inicial fez-se em escolas locais da área. Ele aprendeu Agrimensura e estudou direito em Coronel Charles Binns localizado em Condado de Charles City, Virginia. Durante a guerra revolucionária, serviu como tenente na linha Continental e mais tarde alcançou o posto de coronel da milícia da Virgínia.
Em 1781, Greenup ajudou a estabelecer a área em Condado de Lincoln, Kentucky, onde ele viveu como um topógrafo e um especulador de terras. Foi admitido para exercer a advocacia no Tribunal de Condado em 1782. Após a criação do Condado de Kentucky em 1783, assumiu cargo no Tribunal Distrital de Harrodsburg e serviu como Secretário de 1785 a 1792. Em 1783, ele se tornou um dos curadores e fundadores do seminário da Transylvania (que mais tarde se tornaria a Universidade da Transilvânia.) Ele comprou dois lotes de terreno em Lexington e serviu como Secretário de administração da cidade.
Em 1785, Greenup foi eleito para representar o Condado de Fayette para um único mandato na câmara de delegados da Virgínia. Durante o seu mandato, foi nomeado para uma Comissão, com Benjamin Logan e James Garrard para fazer recomendações sobre as formas de dividir ainda mais a área que se tornaria o Kentucky. O Comitê também foi responsável pela revisão de atos e pesquisas relacionadas à terra e água na área. A Comissão, finalmente, recomendou a criação de três novos municípios – Bourbon, Madison e Mercer. No Condado de Mercer que foi criado mais tarde, Greenup assumiu cargo na justiça.
Durante este tempo, Greenup continuou a exercer a advocacia no Condado de Fayette e vários outros interesses. Ele foi dos fundadores do clube de política de Danville e em 1787, juntou-se a Sociedade de Kentucky para promover o conhecimento. Os futuros governadores de Kentucky Isaac Shelby e James Garrard, bem como o futuro membro do Supremo Tribunal Thomas Todd, eram membros da sociedade. Em 1789, ajudou a organizar a sociedade de fabricação de Kentucky. Mais tarde, foi nomeado para a empresa Rio Kentucky, um grupo dedicado a melhorar a infra-estrutura do rio Kentucky.
Em 9 de julho de 1787, durante um breve retorno à Virgínia, Greenup casou com Mary Catherine ("Cathy") do Condado de Hanover, Virgínia; o casal teve dois filhos-Nancy e William.[b]

## Carreira política em Kentucky
Greenup serviu como Secretário de Kentucky, em Danville em 1784. Ele Também foi eleito como delegado durante a segunda e sexta convenção do estado em 1785 e 1788, respectivamente e foi um administrador da cidade de Danville em 1787. H.E. Everman, biógrafo de seu colega delegado James Garrard, notou que apesar do Greenup possuir um excelente conhecimento jurídico e experiência legislativa, sua falta de habilidades oratórias impediu-o de obter um papel mais forte em liderança nas convenções.
Quando Kentucky foi admitido à União em 1792, Greenup mudou-se para Frankfort, onde ele foi recompensado por seus esforços em nome do estado tendo sido escolhido como delegado votante para eleição de senadores e governador do estado. Ele também atuou no primeiro Senado do Kentucky. Após isso, ele foi nomeado para o Tribunal de audiência e decisão, mas renunciou imediatamente para aceitar um assento na Câmara dos Representantes dos Estados Unidos. Ele foi um dos primeiros representantes de Kentucky e foi eleito para três mandatos sucessivos, exercendo de 9 de novembro de 1792 a 3 de março de 1797. Em 1798, foi eleito para a Câmara dos representantes de Kentucky, onde representou o Condado de Mercer. Ele também serviu como secretário do Senado estadual de 1799 a 1802.
Greenup foi candidato a governador de Kentucky em 1800, mas foi vencido por James Garrard em um pleito de quatro candidatos que também incluía Benjamin Logan e Thomas Todd. Greenup ganhou com a maioria dos votos em quinze municípios, um a menos do que o Garrard, mas Garrard tinha forte apoio de condados populosos no centro de Kentucky e teve 8.390 votos, Greenup teve 6.746, Logan 3.996 e Todd 2.166. Em 1802, Garrard nomeou Greenup para juiz do Tribunal da Corte. Depois que o Senado de Kentucky se recusou a confirmar Harry Toulmin como Secretário de Estado no Instituto das Terras, Garrard nomeou Greenup. Greenup, no entanto, pretendia concorrer ao governo e a seu pedido, Garrard retirou a nomeação dias mais tarde.
Greenup renunciou ao Juizado da Corte em 5 de junho de 1804, para concorrer para governador. Imensamente popular, elegeu-se sem oposição e serviu como governador de 4 de setembro de 1804 até 1 de setembro de 1808. Durante a administração do Greenup, concedeu licença de estado para o Banco de Kentucky e para a Ohio Canal Company. Apesar de sua popularidade, no entanto, ele foi incapaz de cumprir grande parte de sua agenda proposta, que incluía o fornecimento de educação pública e as reformas para a milícia, tribunais, sistema de receitas e sistema penal.
Um jornal partidário de Frankfort implicou Greenup na conspiração Burr, mas ele se defendeu e preservou sua reputação com êxito. Ele implantou a milícia de Kentucky, ao longo do Rio Ohio para defender o estado de qualquer ameaça que poderia resultar da conspiração Burr, mas a ameaça em grande parte já havia sido dissipada em 1807.
Em 22 de outubro de 1807 a esposa de Greenup, Mary,  morreu na mansão do governador. De acordo com a lenda, sua imagem fantasmagórica apareceu em faces do relógio e espelhos dentro da mansão.
Após seu mandato como governador, Greenup foi escolhido como um eleitor presidencial para a escolha de James Madison e George Clinton. Em 1812, tornou-se um juiz de paz no Condado de Franklin. Em agosto de 1812, o Secretário de estado de Kentucky Martin D. Hardin recomendou ao governador Isaac Shelby para que Greenup fosse nomeado Secretário de Estado adjunto. Shelby fez a nomeação, então quando Hardin demitiu-se em 15 de dezembro de 1812, Shelby nomeou Greenup como seu substituto. O Senado de Kentucky aprovou a nomeação, em 3 de fevereiro de 1813, e Greenup serviu até sua demissão em 13 de março de 1813.
Greenup morreu em 27 de abril de 1818, no Blue Lick Springs Resort, para onde ele havia viajado buscando alívio para seu o reumatismo. Ele está enterrado no cemitério de Frankfort. O Condado de Greenup no Kentucky foi assim nomeado em sua homenagem.